# La natura ambigua dell'amore
La natura ambigua dell'amore (Love and Human Remains) è un film del 1993 diretto da Denys Arcand, tratto dalla pièce Resti umani non identificati di Brad Fraser.

## Trama
David è un cinico bisessuale, ex attore ora cameriere, che gira i locali gay notturni in cerca d'avventure, venendo corteggiato da un giovane gay. Candy è la coinquilina di David, indecisa se cedere a un barista playboy o assecondare le sue pulsioni lesbiche verso un'insegnante. 
 Poi vi sono Bernie, bancario apparentemente eterosessuale e Benita prostituta sadomaso. 
 Tutti loro sono anime che vagano in una Montréal notturna, in cerca della propria identità e d'amore, mentre un serial killer vaga per la città mietendo vittime... Potrebbe essere uno di loro o dei loro amici...

## Dialoghi italiani e doppiaggio
- Dialoghi italiani: Gianni G. Galassi
- Direzione del doppiaggio: Daniela Nobili